# Хабас, Браха
Браха Хабас (20 января 1900, Алитус, Сувалкская губерния — 31 июля 1968) — израильская журналистка, редактор и писательница. Её считают «одной из первых профессиональных женщин-журналистов в Израиле».

## Биография
Браха Хабас родилась 20 января 1900 года в Алитусе на юге Литвы. В 1906 году вместе с семьёй переехала в Палестину. После завершения школьного образования она поступила в женскую учительскую семинарию, которую окончила в 1921 году.
В 1919 году она присоединилась к еврейской рабочей партии Ахдут ха-Авода, посредством которой начала расширять права и возможности молодых работающих женщин. В 1926 году она поехала в Германию, чтобы поступить в Лейпцигский университет для углубления своих знаний в области педагогической теории. По возвращении она работала в школах, связанных с Женской учительской семинарией.
Позже она начала профессиональную карьеру в журналистике. Периодически она писала редакционные статьи, рассказы и репортажи в ряд ведущих газет. Она также работала в редакционной коллегии газеты «Давар» и книжного издательства «Ам Овед». Газета «Давар» также направила её на Сионистский конгресс в Цюрихе в качестве корреспондента. Некоторое время она занималась просвещением сельской молодёжи .
В 1946 году она вышла замуж за Давида Ха-Коэна, израильского политика и дипломата.
Она умерла от рака 31 июля 1968 года.
В 1972 году её именем была названа улица в городе Хайфа. Также её именем названа улица в Беэр-Шеве.

## Публикации
Некоторые из её публикаций:
- Ḥomah u-Migdal  (1939)
- Korot Ma'pil Ẓa'ir (1942)
- David Ben-Gurion ve-Doro (1952)
- Pagodot ha-Zahav  (1959)
- Benot Ḥayil  (1964)
- Ḥayyav u-Moto shel Joop Westerweel (1964)
- Tenu'ah le-Lo Shem (1965)
- He-Ḥaẓer ve-ha-Givah (1968)